# غردينية ثلاثية الأوراق

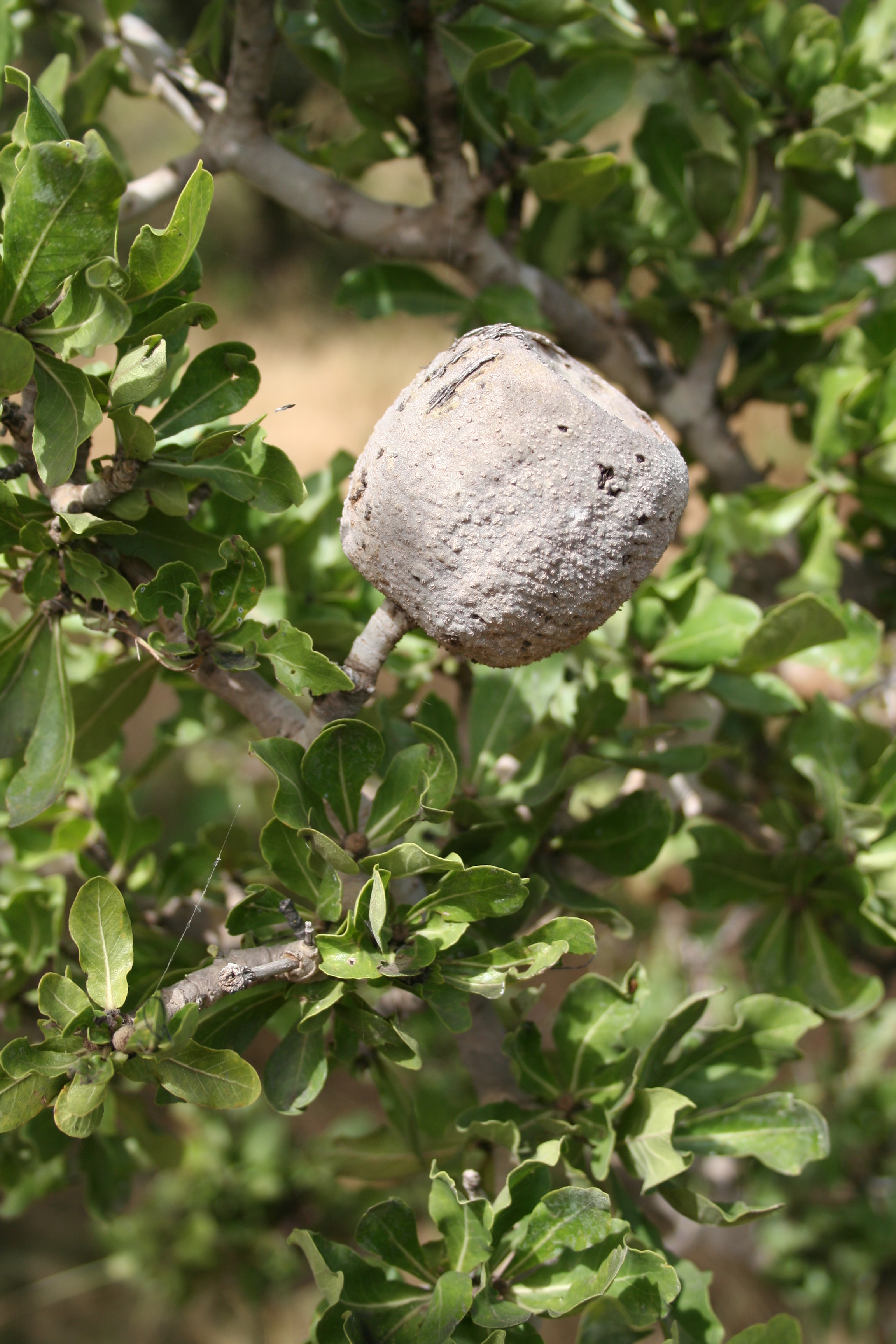

غردينية ثلاثية الأوراق (الاسم العلمي:Gardenia ternifolia) هي نوع من النباتات تتبع جنس الغردينية من الفصيلة الفوية.